# Iphiaulax perezi
Iphiaulax perezi är en stekelart som först beskrevs av Josef Fahringer 1926.  Iphiaulax perezi ingår i släktet Iphiaulax och familjen bracksteklar. Inga underarter finns listade i Catalogue of Life.